# Lepidodexia unicolor
Lepidodexia unicolor är en tvåvingeart som beskrevs av Aldrich 1916. Lepidodexia unicolor ingår i släktet Lepidodexia och familjen köttflugor. Inga underarter finns listade i Catalogue of Life.